# Taalman
Een taalman was een redenaar, advocaat of tolk. In middeleeuwse steden nam een taalman deel aan het kiescollege dat de gezworen gemeente werd genoemd.
In de late middeleeuwen in de graafschappen Holland en Zeeland traden tijdens zittingen van rechtbank zogenaamde taalmannen op. Dit waren speciale raadslieden, met grote juridische kennis van het gebied. Zij bewaakten de procesgang, letten op de handhaving van vaste rituelen en zorgden voor de gehele behandeling van de zaak. Zij formuleerden ook de aanklacht en waren bij alle plechtige en ook mindere vormelijke handelingen aanwezig.